# Thymallus arcticus
Thymallus arcticus és una espècie de peix de la família dels salmònids i de l'ordre dels salmoniformes.

## Subespècies
- Thymallus arcticus arcticus (Pallas, 1776)
- Thymallus arcticus baicalensis (Dybowski, 1874)[2]